# Koninklijke Vereniging voor Facultatieve Crematie
De Koninklijke Vereniging voor Facultatieve Crematie, ook wel bekend als de Koninklijke Facultatieve is een Nederlandse vereniging en goed doel dat is opgericht om de acceptatie van crematie in Nederland te bevorderen.

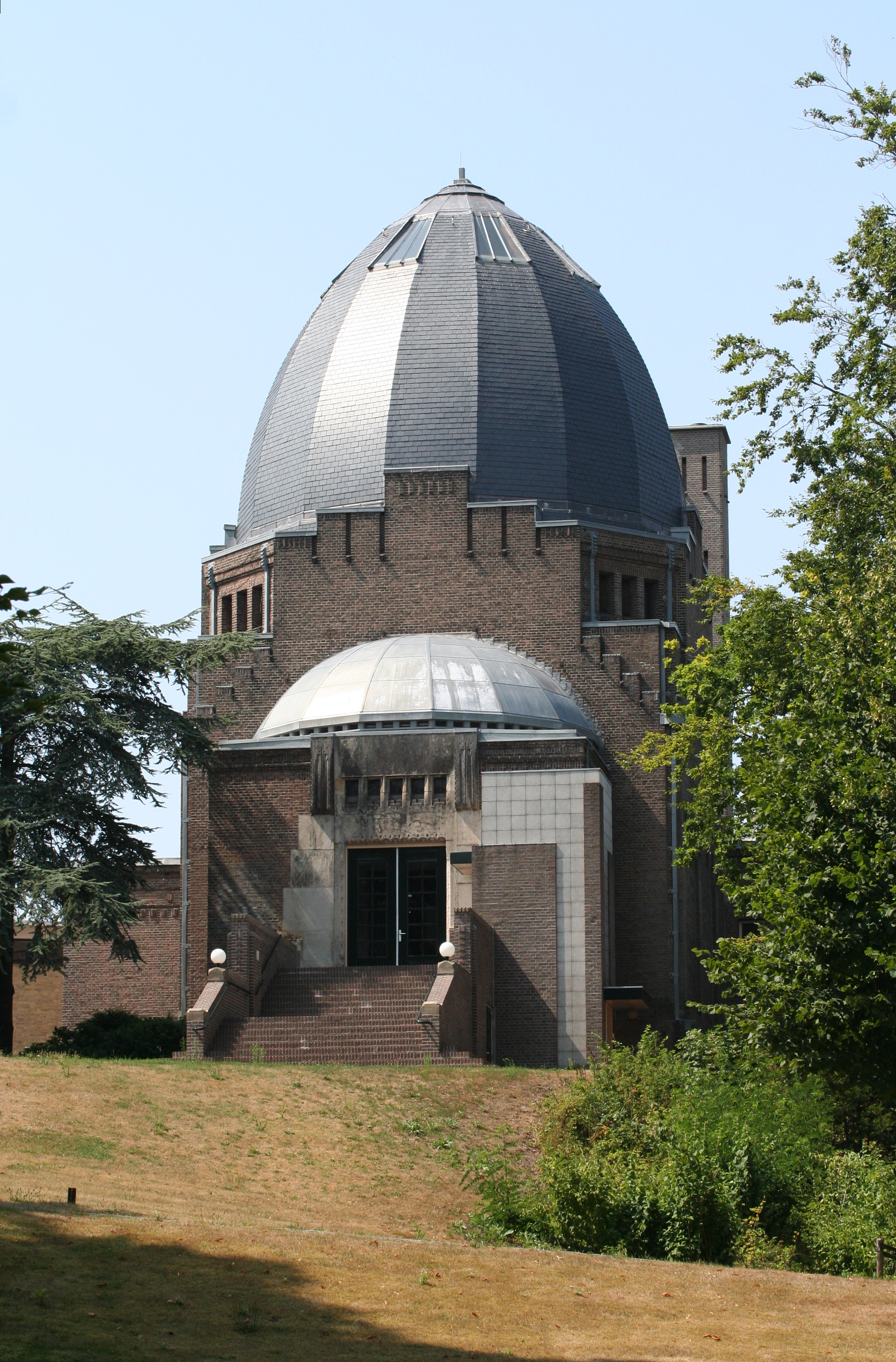
Het crematorium Westerveld te Driehuis, nu een rijksmonument.

De vereniging werd in 1874 opgericht, toen nog onder de naam Vereeniging tot invoering der Lijkenverbranding in Nederland, met als doelstelling om het cremeren van een lijk, dat toen nog wettelijk verboden was, mogelijk te maken. Hoewel de begrafeniswet van 1869 crematie verbood, waren er geen strafrechtelijke consequenties aan verbonden. Dit leidde er in 1913 toe dat de vereniging het crematorium Westerveld in Driehuis liet bouwen met de vereniging als eigenaar en beheerder, waar op 1 april 1914 de eerste crematie zou plaatsvinden - van haar oud-bestuurslid en voormalig voorzitter van de Nederlandsche Maatschappij tot Bevordering der Geneeskunst, de arts C.J. Vaillant. Van deze - illegale - crematie met veel aanwezige hoogwaardigheidsbekleders werd proces-verbaal opgemaakt, maar er werd niemand gearresteerd en uiteindelijk werd geen vervolging ingesteld. Dit leidde tot de situatie dat crematie feitelijk werd gedoogd in Nederland.

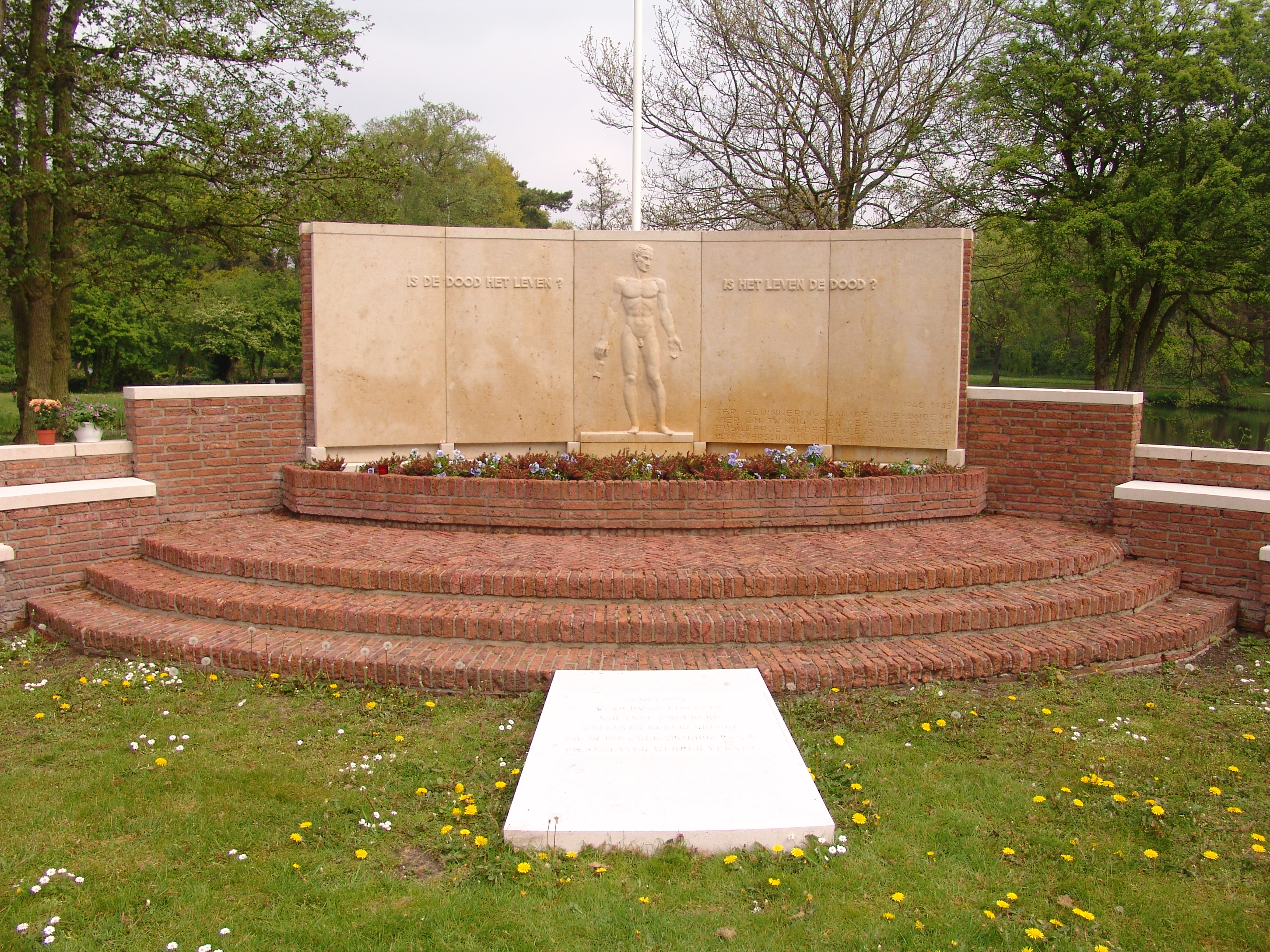
Monument voor de gecremeerden

Tijdens de Tweede Wereldoorlog, werd het crematorium door de bezetter ingezet om arrestanten te laten verdwijnen. Voor de 324 gefusilleerde personen, is een indrukwekkend monument opgericht. De asresten van de slachtoffers zijn op Westerveld verstrooid.
In 1954 opende de vereniging haar tweede crematorium in Dieren (Gelderland). In 1955 zou de lijkverbranding uiteindelijk ook wettelijk worden toegestaan, en in 1968 werd crematie voor de wet gelijkgesteld aan begraven. Na het bereiken van de doelstellingen op wettelijk vlak, richtte de vereniging zich op de morele acceptatie van het concept. In 1974 werd de vereniging erkend voor haar rol in de acceptatie van crematie in Nederland door de verlening van het predicaat Koninklijk bij haar honderdjarig bestaan.
In 1990 herstructureerde de vereniging, toen ruim 100.000 leden groot, zich door haar zakelijke activiteiten bij een vennootschap onder te brengen: de Facultatieve Groep. Deze werd verantwoordelijk voor het beheer en de uitbating van haar crematoria. In 2014 richtte de vereniging een stichting op om (een deel van) haar charitatieve activiteiten in onder te brengen, de Stichting Aanmoedigingsfonds van de Koninklijke Facultatieve. Deze ondersteunt diverse goede doelen in de medische sector, stervensbegeleiding en uitvaartsector. In 2014 telde de vereniging nog zo'n 1650 leden.

## Verkoop Facultatieve Groep

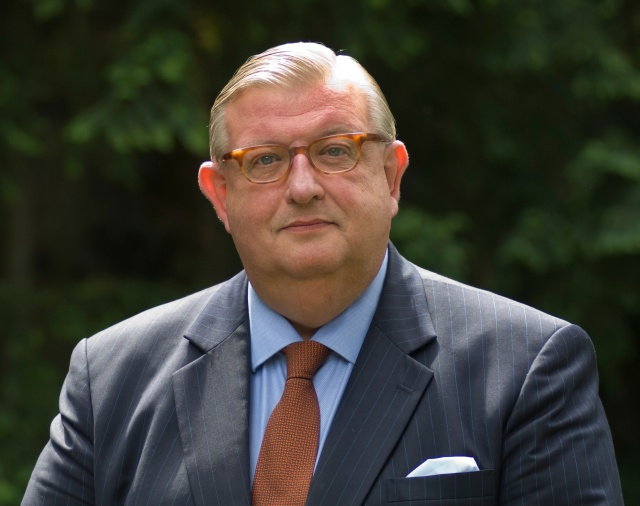
Henry Keizer (foto 2014) was sinds 1998 bestuursvoorzitter van de Facultatieve Groep en had er sinds 2012 een meerderheidsbelang in. Keizer overleed in 2019.

In 2012 verkocht de vereniging de Facultatieve Groep, die zo'n 10% van de crematies in Nederland verzorgde en een omzet had van 70 miljoen euro, aan Henry Keizer, bestuursvoorzitter van de Groep sinds 1998 en later VVD-voorzitter, en enkele zakenpartners. Deze verkoop zou de vereniging €12.5 miljoen hebben opgeleverd, wat ongeveer de helft van de boekwaarde zou zijn geweest. Het bedrag, na beleggingen inmiddels gegroeid tot €17 miljoen, is in 2014 overgemaakt aan de Stichting Aanmoedigingsfonds van de Koninklijke Facultatieve. De Groep was inmiddels verder gegroeid als internationale keten van crematoria en producent van crematie-ovens. In 2017 kwam de genoemde verkoop van de Groep in opspraak, toen bleek dat Keizer betrokken was zowel aan de zijde van de koper als bij de verkoper en de verkoopprijs ver onder de daadwerkelijke waarde leek te liggen en dat de accountant meerdere rollen tegelijk zou hebben vervuld. Er werd ook aangifte van oplichting tegen Keizer persoonlijk gedaan. Deze belangenverstrengeling zorgde er uiteindelijk voor dat Keizer in mei zijn functie als voorzitter van de VVD, die kort daarvoor de prominent nog onvoorwaardelijk steunde, moest neerleggen. Hij bleef de aantijgingen wel ontkennen.
In 2013 verkocht de Facultatieve Groep, nu voor 51% eigendom van Keizer, haar verzekeringstak "Facultatieve Verzekeringen" met een verzekerde waarde van €100 miljoen aan ASR Nederland.